# Shallowater, Texas
Shallowater là một thành phố thuộc quận Lubbock, tiểu bang Texas, Hoa Kỳ. Năm 2010, dân số của xã này là 2484 người.

## Dân số
- Dân số năm 2000: 2086 người.
- Dân số năm 2010: 2484 người.